# Microdajus pectinatus
Microdajus pectinatus är en kräftdjursart som beskrevs av Boxshall, Huys och Roger J. Lincoln 1988. Microdajus pectinatus ingår i släktet Microdajus och familjen Microdajidae. Inga underarter finns listade i Catalogue of Life.